# Готик метал
Готик метал је поджанр хеви метала. Готик метал комбинује тежину метала и меланхоличну и мрачну атмосферу готик рока. Жанр је настао у Европи раних 1990-их под утицајем дум метала. Текстови су углавном мелодраматски и инспирисани готик фикцијом и личним искуствима. Начини певања су разноврсни (од грубих граул вокала Мортена Веланда Tristania, преко контратенора Естена Бергеја (такође Tristania), до баса Питера Стила (Type O Negative)), као и приступи овој музици уопште.
Сматра се да су пионири овог жанра енглески бендови Paradise Lost, My Dying Bride и Anathema. Други бендови заслужни за развој овог жанра су Type O Negative (САД), Tiamat (Шведска) и The Gathering (Холандија). Норвешки бенд Theatre of Tragedy је развио „лепотица и звер“ певање, који представља комбинацију грубог мушког и чистог, мелодичног женског вокала; тај начин певања су касније прихватили бројни други бендови овог жанра. Крајем '90-их из готик метала се развио симфонијски метал, а најзначајнији представници овог жанра су Tristania и Within Temptation.
Почетком 21. века у Европи су се појавили представници комерцијалне варијанте готик метала (HIM, Lacuna Coil, The 69 Eyes).
У овај жанр се често укључују и музичари који у ствари нису готик, нпр. Nightwish.

## Представници
- (најчешће окарактерисани као дум метал)
- (комбинују блек метал и готик метал)
- (комбинују готик, блек и дум метал)